# Iwona Binkowska
Iwona Binkowska (zm. 9 lipca 2021) – polska chemiczka, dr hab.

## Życiorys
17 października 1997 obroniła pracę doktorską Warunki powstawania aldehydów - produktów procesu ozonowania wody i ich analityka, 19 czerwca 2015 habilitowała się na podstawie pracy zatytułowanej Badania strukturalne i spektroskopowe C-kwasów aktywowanych dwoma grupami sulfonylowymi. Została zatrudniona na stanowisku adiunkta w Pracowni Chemii Ogólnej na Wydziale Chemii Uniwersytetu im. Adama Mickiewicza.
Była profesorem uczelni w Zakładzie Analizy Śladowej  na Wydziale Chemii Uniwersytetu im. Adama Mickiewicza w Poznaniu.
Zmarła 9 lipca 2021, pochowana na Cmentarzu Parafialnym w Budzyniu k. Chodzieży.